# Henning Lohner

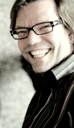
Henning Lohner

Henning Lohner (* 17. Juli 1961 in Bremen) ist ein deutsch-amerikanischer Komponist, Medienkünstler und Filmemacher. Bekannt wurde er durch seine langjährige Arbeit bei Remote Control Productions von Hans Zimmer sowie durch das 1988 angefangene Active Images-Medienkunstprojekt.
Lohner gilt als einer der renommiertesten deutschen Filmkomponisten. Er schrieb die Musik zu zahlreichen deutschen und internationalen Filmen, darunter Lauras Stern, Incident at Loch Ness und The Ring 2, und wurde für seine Arbeit mehrfach ausgezeichnet. Außerdem umfasst Lohners Werk international ausgestellte Medienkunstprojekte sowie Arbeiten als Regisseur, Drehbuchautor und Produzent verschiedener Dokumentarfilme.

## Herkunft und Ausbildung
Lohner wuchs als Sohn deutscher Emigranten in Kalifornien auf, wo sein Vater Edgar Lohner Vergleichende Literaturwissenschaft und seine Mutter Marlene Lohner Germanistik an der Stanford University lehrten. Anfang der 1980er Jahre begann Lohner sein Studium am Berklee College of Music in Boston. Seinen Abschluss machte er 1987 an der Universität Frankfurt am Main als Magister in Musikwissenschaft, Kunstgeschichte und Romanistik.
Parallel zu seinem Studium nahm Lohner ab 1985 Kompositionsunterricht bei dem griechischen Komponisten Iannis Xenakis, der zu seinem Mentor wurde. Außerdem war Lohner von 1984 bis 1989 Assistent des deutschen Komponisten Karlheinz Stockhausen und betreute 1988 am Teatro alla Scala in Mailand die Bühnenproduktion von Stockhausens Oper Montag aus Licht mit. Für den Film Eine Komödie im Mai (1990) arbeitete er als musikalischer Ratgeber und auszubildender Regisseur von Louis Malle.
Lohner arbeitete ab 1989 für Frank Zappa und war maßgeblich an dessen Produktionen The Yellow Shark (1992) und Civilization Phaze III (1993) beteiligt. Diese gemeinsam mit dem Ensemble Modern eingespielten Kompositionszyklen waren Zappas letzte Veröffentlichungen vor seinem Tod. Lohner porträtierte Zappa mit dem biographischen Kunstfilm Peefeeyatko (1991), zu dem Zappa selbst die Musik verfasste. Außerdem war Lohner an Theaterprojekten wie Giorgio Strehlers Faust I & II (1991/1992) und Steve Reichs Multimedia-Oratorium The Cave (1990) beteiligt.

## Filmkomposition

### Karriere in Hollywood
Seine Karriere als Filmkomponist in Hollywood begann Lohner 1996 in den Media Venture Studios (heute Remote Control Productions) des Oscarpreisträgers Hans Zimmer, wo er beispielsweise an den Soundtracks zu Der schmale Grat (1998) und Gladiator (2000) mitarbeitete. Gemeinsam vertonten Zimmer und Lohner unter anderem den Horrorfilm Ring (2002).
Lohners filmkompositorische Arbeit umfasst verschiedenste Genres, darunter Komödien wie Werner Herzogs Incident at Loch Ness (2004), Kinderfilme wie Lauras Stern (2004), Horrorfilme wie Hellraiser: Deader (2005) und das Fantasy-Abenteuer Schwerter des Königs – Dungeon Siege (2007). In den deutschen Medien oft als „Hollywood-Komponist“ bezeichnet, schrieb Lohner auch die Filmmusik zu deutschen Kinofilmen wie Til Schweigers Der Eisbär (1998) und Bernd Eichingers Der große Bagarozy (1999). Während des Filmfestivals in Gent 2001 wurde Lohners Neuvertonung von Robert Wienes Stummfilmklassiker Orlac’s Hände am Genter Opernhaus uraufgeführt.
Für seine Musik zu The Ring 2 wurde Lohner 2006 mit dem BMI Film Music Award ausgezeichnet und für den Preis der Internationalen Filmmusikkritiker nominiert. Die Fachzeitschrift The Hollywood Reporter bezeichnete Lohners Soundtrack als „stimmungsvolle, eindringliche Musik“, die die unheilvolle Atmosphäre des Films unterstütze.

### Kompositionen fürTagesschauundTagesthemen
Für Aufmerksamkeit in den deutschen Medien sorgte 2012 die Nachricht, dass die Nachrichtensendung Tagesschau ein neues Klangbild erhalte. Lohner wurde für die Überarbeitung der Titelmelodie sowie für Neukompositionen für alle weiteren von ARD-aktuell produzierten Sendungen, darunter den Tagesthemen, beauftragt. Im Zuge des großen Medienechos schrieb Die Tageszeitung, „wahrscheinlich“ sei Lohner „der richtige Mann, die berühmtesten elf Sekunden des deutschen Fernsehens zu modernisieren und doch ihren Charakter zu erhalten.“ Die Reaktionen auf die Neuarrangierung fielen positiv aus. Lohner selbst bezeichnete die Aufgabe als „eine Ehre“; er gehe nicht „gegen“ ein Heiligtum an, sondern versuche, die Melodie „in eine dem Zeitgeist entsprechende Hörform zu bringen.“ Für ihn habe der besondere Reiz der Aufgabenstellung darin gelegen, etwas zu schreiben, was sich „genau wie das bisherige anhört, aber vollkommen neu klingt.“

## Medienkunst
Unter dem Künstlernamen Lohner Carlson begann 1989 Lohners Zusammenarbeit mit dem preisgekrönten Kameramann Van Carlson. Seit Carlsons Tod im Jahr 2012 führt Lohner das gemeinsame Werk fort. Prägend für die Kollaboration des Künstlerduos waren die Arbeiten mit dem Komponisten und Künstler John Cage, darunter der akribisch geplante Kunstfilm One11 and 103, Cages einziger Langfilm. Das Werk wurde kurz vor Cages Tod vollendet und gilt als „poetischer wie suggestiver filmischer Essay“, der „ohne jede Thematik von der Wirkung des Lichts in einem leeren Raum handelt und die verblüffende Erkenntnis offenbart, dass kein Raum wirklich leer ist.“ Mit der vollständig durchkomponierten Hommage Die Rache der toten Indianer (1993) setzte Lohner Cage posthum ein filmisches Denkmal; zahlreiche Künstler treten darin auf, unter ihnen Dennis Hopper, Matt Groening, Heiner Müller und Yoko Ono.
Lohners und Van Carlsons audiovisuelle Installation Raw Material, Vol. 1–11 (1995) wurde unter anderem in Den Haag, Rom und Berlin ausgestellt. Die Videokomposition entstand aus Lohners mehrere hundert Stunden umfassendem Rohmaterial-Archiv und zeigte auf elf Monitoren sowohl Interviews als auch Landschaften in „einer gleichwertigen Koexistenz der Sprache, der Bilder und der Töne.“
Daraus ging die Werkreihe Bewegte Bilder / Active Images hervor, die 2006 erstmals in der Galerie Springer in Berlin unter dem Titel raw material – portraits and landscapes zu sehen waren. Die Idee entstand laut Lohner aus der „Liebe zur Videofotografie und der später aufkommenden Verzweiflung über den Verlust dieser Bilder, wenn aus ihnen ein Film geschnitten wurde.“ Lohner und Carlsons gerahmte Videobilder markieren den Grenzbereich zwischen Film und Fotografie; in statischen Kameraeinstellungen werden Filmausschnitte von Landschafts- und Porträtaufnahmen gezeigt.
Lohners Medienkunst wurde weltweit an zahlreichen Ausstellungsorten gezeigt, unter anderem dem Centre Georges-Pompidou, San Francisco Museum of Modern Art, Solomon R. Guggenheim Museum in New York, Museu Calouste Gulbenkian in Lissabon, der Galleria Traghetto in Venedig und Rom, Kunsthalle in Emden, National Art Gallery in Kuala Lumpur und der Mira Art Collection in Tokyo. 2021 waren Lohner Carlsons Werke als Teil der Gerhard-Richter-Ausstellung Haus Liebermann der Stiftung Brandenburger Tor zu sehen.
Der Kulturjournalist Detlef Wolff schrieb 1996, Lohners Arbeit erhebe sich „weit über die häufig so öden Niederungen der Videokunst. Sie kann einen Gipfel bilden, weil ihr Urheber die technischen Voraussetzungen für einen kreativen Umgang mit der Kamera perfekt beherrscht und keine nur wenig durchdachten Absichtserklärungen schon als Ergebnisse ausgibt. […] Lohner weist sich mit seiner Arbeit als ein permanent neugieriger und zu genauem Hinsehen befähigter Künstler aus. Immer wieder gelingt es ihm, im scheinbar Normalen das Außerordentliche zu entdecken.“

## Dokumentarfilme
Lohner drehte seine ersten Arbeiten als Filmemacher 1988 mit Kulturbeiträgen für das ZDF-Magazin aspekte. Bis heute hat er über 140 Filme gedreht, darunter zahlreiche Dokumentationen über zeitgenössische Künstlerpersönlichkeiten wie Dennis Hopper, Gerhard Richter, Karl Lagerfeld und Brian Eno. In seiner vierteiligen Mockumentary German Hollywood Dreams (2000) für Arte porträtierte Lohner verschiedene deutsche Filmschaffende in Hollywood. Der Spiegel schrieb dazu: „Geschickt verdichtet Lohner das Bemühen um Berühmtheit zur unterhaltsamen Seifenoper.“
Lohners Dokumentarfilm Ninth November Night über den Künstler Gottfried Helnwein und dessen Verarbeitung der Reichskristallnacht von 1938, in dem unter anderem Sean Penn und Maximilian Schell auftreten, wurde auf dem AFI-Fest uraufgeführt und kam als beste Kurzdokumentation auf die Oscar-shortlist. Die Los Angeles Times bezeichnete den Film als „aufwühlende Meditation über Kunst und Erinnerung.“

## Lehrtätigkeit
Lohner hält in regelmäßigen Abständen Gastvorträge, unter anderem an der Universität Harvard, Boston, an der Filmakademie Baden-Württemberg und dem Liverpool Institute for Performing Arts, und seit 2004 unterrichtet Lohner als Gastprofessor an der Zürcher Hochschule der Künste.

## Ausstellungen als Lohner Carlson

### Einzelausstellungen
- 2021: Art Break – Henning Lohner: Gerhard Richter im Atelier, Stiftung Brandenburger Tor – Max Liebermann Haus, Berlin
- 2018: Galerie Hus, Paris
- 2017: Felix Ringel Galerie, Düsseldorf
- 2017: Ars Electronica Center, Linz
- 2017: Ikono.tv, weltweit
- 2015: Galerie Löhrl, Mönchengladbach
- 2014: RSA Antiquitäten, Wiesbaden
- 2013: Egeskov Fine Arts, Kopenhagen
- 2013: RSA Antiquitäten, Wiesbaden
- 2013: INM – Institut für Neue Medien, Frankfurt am Main
- 2013: Galerie Springer, Berlin
- 2012: Erik Thomsen Gallery, New York
- 2012: Galerie Brachfeld, Paris (2×)
- 2012: SEZ – Sport- und Erholungszentrum, Berlin
- 2012: Galerie Hus, Paris
- 2011: Galerie Son, Berlin
- 2009: Bilirubin Gallery, Berlin
- 2008: Galerie Springer & Winckler, Berlin
- 2007: Galleria Traghetto, Rom
- 2006: Galerie Springer & Winckler, Berlin
- 1997: Goethe Institute Rome (Festival Internationale della Installazione Sonora), Rom
- 1996: Museum Pfalzgalerie Kaiserslautern
- 1996: 12th International Video & Film Festival, Kassel
- 1996: World Wide Videofest, Gemeentemuseum, Den Haag
- 1995: Lichthaus, Bremen
- 1995: Hessisches Landesmuseum, Wiesbaden
- 1995: Foro Artistico in der Eisfabrik, Hannover

### Gruppenausstellungen
- 2022: Im Tiefenrausch. Film unter Wasser, DFF – Deutsches Filminstitut & Filmmuseum, Frankfurt am Main
- 2022: 10 Jahre Galerie Springer Jubiläumsausstellung, Berlin
- 2021: Nothing to see ness, Akademie der Künste, Berlin
- 2018: Holocaust Memorial Day, Ikono TV, weltweit
- 2017: Art & Technology, Palais des Beaux-Arts de Bruxelles, Brüssel
- 2016: Musicircus, Centre Pompidou, Metz
- 2015: Alles hat seine Zeit, WimmerPlus, Prien am Chiemsee
- 2014: The Vertigo of Reality, Akademie der Künste, Berlin
- 2014: Neither, Seventeen, London
- 2014: Serpentine Cinema, Serpentine Gallery, London
- 2014: Hannah Rickards Exhibit, Modern Art Oxford, Oxford
- 2013: A Grammar of Subversion, Barbican Centre, London
- 2012: The Freedom of Sound – John Cage Behind The Iron Curtain, Ludwig Museum of Contemporary Art, Budapest
- 2012: Raum – Räume, Galerie Springer, Berlin
- 2012: Dennis Hopper: The Lost Album, Martin Gropius Bau, Berlin
- 2012: John Cage and …, Museum der Moderne, Salzburg
- 2012: John Cage and …, Akademie der Künste, Berlin
- 2012: A House full of Music, Mathildenhöhe, Darmstadt
- 2012: Sounds like Silence, Hartware Medienkunstverein, Dortmund
- 2012: Warsaw Autumn, Exhibition Space of the Austrian Embassy, Warschau
- 2011: INM 20th Anniversary Exhibition, Ministry of Economics, Wiesbaden
- 2011: Tendencies in Contemporary Art, Wirtschaftsforum, Berlin
- 2011: Group Show Heisig – Oh – Lohner Carlson, Galerie Son, Berlin
- 2010: Realismus, Kunsthal Rotterdam, Rotterdam
- 2010: Realismus, Kunsthalle der Hypo-Kulturstiftung, München
- 2010: Realismus, Kunsthalle Emden, Emden
- 2008: Performance Art, SFMOMA, San Francisco
- 2007: Tendencies in Contemporary Art, Galleria Traghetto, Venedig
- 1996: National Art Gallery of Malaysia, Kuala Lumpur
- 1996: Portland Art Museum, Portland, Oregon
- 1995: Artist in Residence, INM – Institut für Neue Medien, Frankfurt am Main
- 1995: Videofest, Podewil, Berlin
- 1994: Rolywholyover a Circus, The Menil Collection, Houston
- 1994: Artists of the INM, Galerie der Stadt, Sindelfingen
- 1993: Rolywholyover a Circus, Museum of Contemporary Art, Los Angeles
- 1993: European Media Arts Festival, Osnabrück
- 1993: Secondo Colloquio internationale di Musica Contemporanea, Palermo
- 1992: 30 Years Fluxus, Nassauischer Kunstverein Wiesbaden, Wiesbaden
- 1991: Classique en Images, La Scala, Mailand
- 1991: Classique en Images, Louvre, Paris

## Filmografie (Auswahl)
| - 1994: The Alphabet of Shapes - 1998: Der Eisbär (zusammen mit Klaus Badelt) - 1998: Orlac’s Hände (Neuvertonung des Stummfilms von 1925) - 1999: Der große Bagarozy (zusammen mit Stephan Zacharias) - 2000: Catching the Stars - 2002: 666 – Traue keinem, mit dem du schläfst! - 2003: Ancient Warriors - 2003: Barstow - 2003: Mimic 3: Sentinel (Mimic: Sentinel) - 2004: Incident at Loch Ness - 2004: Lauras Stern (zusammen mit Hans Zimmer und Nick Glennie-Smith) - 2004: Ninth November Night - 2004: Sterne leuchten auch am Tag - 2005: BloodRayne - 2005: Hellraiser: Deader - 2005: Santa’s Slay – Blutige Weihnachten (Santa’s Slay) - 2005: Ring 2 (The Ring Two, zusammen mit Martin Tillman) - 2006: 10.5 – Apokalypse (10.5: Apocalypse) - 2006: Firestorm: Last Stand at Yellowstone - 2006: Lauras Weihnachtsstern - 2007: Love Comes Lately - 2007: Schwerter des Königs – Dungeon Siege (In the Name of the King: A Dungeon Siege Tale) - 2007: Timber Falls - 2008: Be Like Others - 2008: Kleiner Dodo - 2008: Marcello Marcello - 2008: Shuttle - 2009: Lauras Stern und der geheimnisvolle Drache Nian (zusammen mit Guy Cuyver) - 2009: Night Train - 2009: Saiba from Bhopal - 2009: Tortuga – Die unglaubliche Reise der Meeresschildkröte (Turtle: The Incredible Journey) - 2010: Bloch: Verfolgt - 2011: Lauras Stern und die Traummonster - 2011: Bhopali - 2013: Detour - 2014: ARD Tagesschau, Tagesthemen & Nachtmagazin - 1988: Stockhausen – Lichtwerke - 1990: Stockhausen: Michaels Reise - 1991: Karl Lagerfeld und die Musik - 1992: 22708 Types - 1992: Dennis Hopper as Collector and Artist - 1992: Dixieland Jazzfestival Enkhuizen - 1993: United Jazz & Rock Ensemble in Concert - 1994: Gerhard Richter in der Kunst- und Ausstellungshalle der BRD - 1994: The Alphabet of Shapes - 1995: Dennis Hopper: L.A. Blues - 1995: Les Prairies de la Mer (mit Jacques Cousteau und Louis Malle) - 1996: The Modern String Quartet - 1997: Hollywood Halloween - 1998: Musik im Spiegel der Gefühle - 2000: German Hollywood Dreams - 2003: Dennis Hopper: Spiel oder Stirb (Dennis Hopper: Create or Die) - 2004: Ninth November Night - 1990–2010: Raw material: Bewegte Bilder (Video-Installation für 1 bis unendlich viele Digitale Leinwände) - 1991: Peefeeyatko (Audio-Visueller Installationsfilm gemeinsam mit Frank Zappa) - 1992: One11 and 103 (Audio-Visueller Installationsfilm gemeinsam mit John Cage) - 1993: Die Rache der toten Indianer (Audio-visueller Installationsfilm unter Mitwirkung u. a. von Heiner Müller, Yoko Ono, Rutger Hauer, Marvin Minsky, Edward N. Lorenz, Ellsworth Kelly) - 1994: The Black Box of Culture (Audio-Visueller Installationsfilm gemeinsam mit Brian Eno) - 1995–1996: Raw Material: Bewegte Bilder (Audio- und Video-Installation für 11 Audio und Video-Monitorpaare) - 1996: In a Metal Mood (Audio-Visueller-Installationsfilm unter Mitwirkung von: Pat Boone, Deep Purple, Iron Maiden, Judas Priest, Metallica, Motörhead, Ozzy Osbourne, Sepultura, Venom) |

## Auszeichnungen
- 1994: The National Educational Film Festival of the USA: Silver Apple Award, Oakland, California, für One11 and 103
- 2005: Academy Award Shortlist in der Kategorie Bester Dokumentar-Kurzfilm für Ninth November Night[63]
- 2005: Preis der Internationalen Filmmusikkritiker (IFMCA): Nominierung für den Besten Horror-Soundtrack für The Ring 2
- 2006: BMI Film Music Award für The Ring 2
- 2006: BMI London Film Music Award für The Ring 2